# ライト ワールウィンド
ライト ワールウィンド(Wright Whirlwind)は1920年代から1930年代にかけてアメリカのライトが開発した一連の小型航空用エンジンに共通する名称である。
1923年のR-790に始まる。これはアメリカでは最初の固定式星型エンジンで、出力200馬力級であった。その後1928年には170馬力級のR-540（英語版）、250 - 300馬力級のR-760（英語版）、350 - 400馬力級のR-975（英語版）の3種類が開発される。この3種類は、R-790より若干寸法が拡大された、全て同じサイズのピストンとシリンダーを用いていた。1930年代に入り600馬力級のR-1510（1933年）、800馬力級のR-1670（1934年）といった二重星型（複列）化による高出力版も開発されるが、これらはいずれも試作に終わり、量産はされなかった。このため実際に世に出たワールウィンドシリーズは全て単列星型エンジンである。
- R-790　星型9気筒　200 - 220 hp
- R-540　星型5気筒　165 - 175 hp
- R-760　星型7気筒　225 - 350 hp
- R-975　星型9気筒　300 - 450 hp
- R-1510　二重星型14気筒　600 hp（試作のみ）
- R-1670　二重星型14気筒　800 hp（試作のみ）